# Forth Bridge
Il Forth Bridge è un ponte ferroviario a sbalzo del 1890 sul Firth of Forth sulla costa orientale della Scozia 14 km a ovest di Edimburgo. È spesso chiamato Forth Rail Bridge o Forth Railway Bridge. Il ponte unisce la capitale con la regione del Fife a nord e rappresenta una delle arterie principali tra il nord-est e il sud-est del Paese. A lungo considerato una meraviglia dell'era industriale, è stato dichiarato parte del patrimonio UNESCO nel giugno 2015. Il ponte con l'infrastruttura ferroviaria associata è di proprietà della Network Rail Infrastructure Limited.

## Storia
La costruzione del primo ponte, progettato da Sir Thomas Bouch, non andò oltre la posa delle fondamenta a causa del blocco dei lavori dopo il crollo di un altro ponte da lui progettato, il Tay Bridge. Bouch propose un ponte sospeso, ma l'inchiesta sul disastro del Tay Bridge mostrò che aveva sottodimensionato la struttura e aveva sbagliato a usare la ghisa, che aveva indebolito l'intera struttura. Con la morte di Bouch il progetto fu assegnato a due ingegneri britannici, Sir John Fowler e Sir Benjamin Baker, che progettarono la struttura, costruita dalla Sir William Arrol & Co. di Glasgow tra il 1883 e il 1890. Lo scozzese Baker - "uno dei più notevoli ingegneri civili che la Gran Bretagna abbia mai prodotto" - e il suo collega Allan Stewart ricevettero la maggior parte del merito per la progettazione e il controllo dei lavori. Durante la costruzione, più di 450 lavoratori rimasero feriti e 98 persero la vita.

### Prima struttura in acciaio
Il ponte fu costruito interamente in acciaio e fu il primo ponte e la prima struttura importante in Gran Bretagna a usare quel materiale. ; la contemporanea Torre Eiffel fu costruita in ferro battuto.
Grandi quantità di acciaio furono disponibili solo dopo l'invenzione del processo Bessemer nel 1855. Fino al 1877 la camera di commercio britannica limitava l'uso di acciaio in ingegneria strutturale perché il processo produceva acciaio di resistenza non quantificabile. Solo il processo Martin-Siemens, sviluppato nel 1875, produsse acciaio di uniforme qualità. Le 64.800 tonnellate di acciaio necessarie per il ponte furono fornite da due acciaierie in Scozia e una nel Galles.

## Costruzione
Il ponte è considerato ancora oggi una meraviglia ingegneristica. È lungo 2,5 km e la doppia linea si eleva a 46 m sul livello del mare. Consiste in due campate principali di circa 520 m, due laterali di 200 m, 15 campate di avvicinamento da 50 m e cinque da 7 m. Ogni campata principale è composta da due braccia a sbalzo di 207 m che reggono una campata centrale a trave di 106 m. Le tre grandi strutture a sbalzo composte da quattro torri sono alte 104 m, con 21 m di diametro, e poggiano su fondazioni separate. Il gruppo meridionale delle fondazioni dovette essere costruito a cassoni ad aria compressa a una profondità di 27 m. Fino a un massimo di 4600 lavoratori furono impiegati per la costruzione. Inizialmente si ammise la perdita di 57 vite ma, dopo estese ricerche di storiografi locali, il dato fu portato a 98. Otto uomini furono salvati da barche posizionate nel fiume sotto l'area di lavoro.

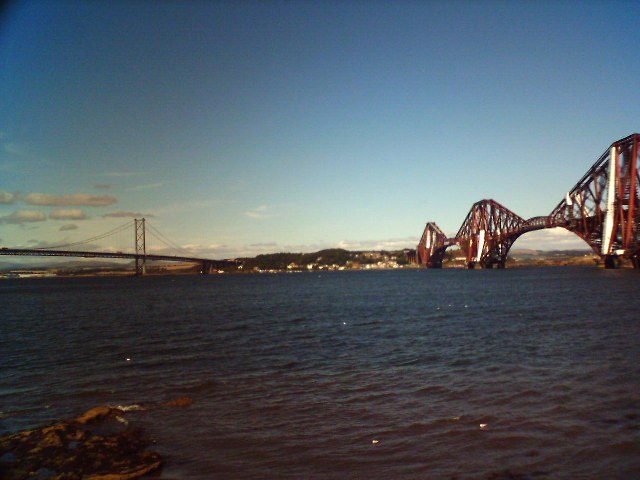
Forth Bridge

Centinaia rimasero invalidi per gravi incidenti e un registro di incidenti e malattie riporta più di 26.000 voci. Nel 2005 fu avviato un progetto dal gruppo storico di Queensferry per erigere un monumento ai lavoratori che morirono durante la costruzione del ponte. In North Queensferry una risoluzione fu approvata per predisporre panche commemorative per i morti durante la costruzione sia del ponte ferroviario che del ponte stradale e per ricevere finanziamenti dalla regione del Fife.

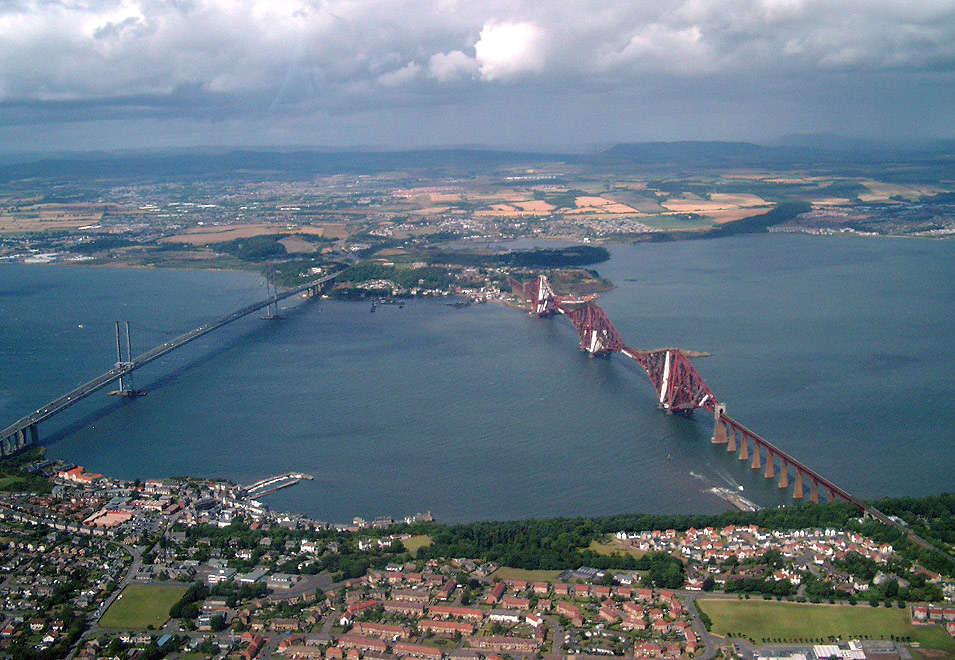
Forth Road e Rail Bridges; il ponte ferroviario è sulla destra

Più di 55.000 tonnellate di acciaio furono utilizzate, così come 18.122 m³ di granito e oltre 8 milioni di rivetti. Il ponte fu aperto il 4 marzo 1890 dal principe di Galles, poi re Edoardo VII, che piantò un ultimo rivetto dorato e accuratamente iscritto. Un'analisi dei materiali del ponte effettuata nel 2002 ha rivelato che l'acciaio del ponte è ancora di buona qualità con piccole variazioni.
L'uso di sbalzi nella progettazione dei ponti non era una nuova idea, ma la magnitudine del lavoro di Baker era uno sforzo pionieristico per l'epoca, poi seguito in altre parti del mondo. Molto del lavoro fatto non aveva precedenti, incluso il calcolo per l'incidenza degli sforzi di erezione, gli accorgimenti per ridurre i futuri costi di manutenzione, i calcoli per i carichi ventosi resi evidenti dal disastro del Tay Bridge, gli effetti degli sforzi termici sulla struttura e via dicendo.
Dove possibile il ponte usò le caratteristiche naturali come Inchgarvie, un'isola, i promontori su ambo i lati del Firth in questo punto e le alte sponde su entrambi i lati.
Il ponte ha un limite di velocità di 50 mph (80 km/h) per treni passeggeri e 20 mph (32 km/h) per treni merci. Il peso limite per tutti i treni sul ponte è 1420 tonnellate, ma non viene applicato per i frequenti treni a carbone, ammesso che il ponte non venga occupato contemporaneamente da due treni di questo tipo. Il codice per la tratta è RA8, che vuol dire che tutte le attuali locomotive britanniche possono usare il ponte, progettato per le più pesanti locomotive a vapore.
Fino a 190-200 treni al giorno hanno attraversato il ponte nel 2006.

## Manutenzione
Una struttura come il Forth Bridge richiede costante manutenzione e i lavori ausiliari del ponte includono non solo una officina di manutenzione e un deposito, ma una "colonia" ferroviaria di 50 case a Dalmeny Station. Le rotaie del ponte sono di tipo "Waybeam": traversine quadrate da 12 pollici di legno lunghe 6 metri sono imbullonate in incavi d'acciaio all'interno del ponte e le rotaie sono fissate sopra queste traversine. Nel 1992 il ponte è stato riferrato con le rotaie standard BS113A da 54 kg/m; prima del 1992 le rotaie del ponte appartenevano alla sezione unica "Forth Bridge".
Nonostante i treni moderni stressino meno il ponte rispetto ai primi treni a vapore, il ponte richiede manutenzione costante e questa viene eseguita dalla Balfour Beatty su contratto della Network Rail.
"Dipingere il Forth Bridge" è una forma colloquiale inglese per descrivere un lavoro senza fine, coniato sulla falsa credenza che in passato la ritinteggiatura del ponte era richiesta e cominciava subito dopo la fine della ritinteggiatura precedente. Secondo un rapporto del 2004 del New Civil Engineer sulla manutenzione contemporanea, una pratica del genere non è mai esistita; ciò nonostante, prima e durante la gestione della British Rail il ponte disponeva di un team permanente di manutenzione.
Un lavoro contemporaneo di ripittura è cominciato nel 2002 con l'assegnazione di un appalto con un programma dei lavori che sarebbe continuato fino al marzo 2009, ma al novembre 2009 i lavori continuavano ancora. Era prevista l'applicazione di 20.000 m² di pittura, con un costo stimato intorno ai 13 milioni di sterline all'anno. È previsto che questa nuova verniciatura debba durare almeno 25 anni. Nel 2008 il costo stimato fu aumentato a 180 milioni di sterline e si progettò di finire i lavori per il 2012
In un rapporto prodotto da JE Jacobs, Grant Thornton e Faber Maunsell nel 2007, che esamina le alternative per un secondo attraversamento stradale, è stato dichiarato che la vita operativa stimata del Forth Bridge supera i 100 anni.